# レイチェル・ティベッツ
レイチェル・ティベッツ（英語: Rachel Tibbetts, 1991年1月23日 - ）は、アメリカ合衆国出身の女性アイスダンス選手。パートナーはコリン・ブルーベイカーなど。
2010-2011年シーズンISUグランプリシリーズに出場。

## 経歴
1991年アメリカ合衆国コロラドスプリングス生まれ。友達がスケートレッスンを受けていたことがきっかけで6歳でスケートを始める。
2005-06年シーズンまでエリック・レインハートと組みアメリカの全国選手権に出場、2006年にはノービスクラスで全米フィギュアスケート選手権本選に進出する。
後、コリン・ブルーベイカーとのカップルで国内成績を待たずナショナルチームに選出され、2007-08年シーズンから2009-10年シーズンまでISUジュニアグランプリに出場。ファイナル進出こそなかったもの2009年ミンスクアイスでの2位をはじめ全て一桁順位の成績を残した。この間国内ではジュニアクラスで全米フィギュアスケート選手権に出場し、2009-10年シーズンには2位に入る。2010年世界ジュニアフィギュアスケート選手権にアメリカ代表で出場、7位の成績と好スコアを記録する。
2010-11年シーズンから国際競技会ではシニアクラスに出場、ISUグランプリシリーズ出場を果たす。

## 主な戦績
| 大会/年             | 2007-08 | 2008-09 | 2009-10 | 2010-11 |
| ------------------- | ------- | ------- | ------- | ------- |
| 全米選手権          | 10 J    | 6 J     | 2 J     | 8       |
| GP スケートカナダ   |         |         |         | 9       |
| 世界Jr.選手権       |         |         | 7       |         |
| JGPレークプラシッド |         |         | 7       |         |
| JGPミンスクアイス   |         |         | 2       |         |
| JGPマドリード杯     |         | 6       |         |         |
| JGP J.カリー記念    |         | 5       |         |         |
| JGPハルギタ杯       | 5       |         |         |         |
| JGPクロアチア杯     | 5       |         |         |         |

- J - ジュニアクラス

### 詳細
| 2010-2011 シーズン    |                                                      |          |         |          |
| 開催日                | 大会名                                               | SD       | FD      | 結果     |
| 2011年1月23日 - 30日  | 全米フィギュアスケート選手権（グリーンズボロ）       | 10 41.86 | 7 76.39 | 8 118.25 |
| 2010年10月29日 - 31日 | ISUグランプリシリーズ スケートカナダ（キングストン） | 9 36.88  | 9 58.98 | 9 95.86  |

| 2009-2010 シーズン |                                                            |         |         |         |          |
| 開催日             | 大会名                                                     | CD      | OD      | FD      | 結果     |
| 2010年3月9日-12日  | 2010年世界ジュニアフィギュアスケート選手権（ハーグ）       | 7 31.89 | 7 48.17 | 7 73.44 | 7 153.5  |
| 2010年1月19日-21日 | 全米フィギュアスケート選手権 ジュニアクラス（スポケーン）  | 2 33.76 | 3 49.24 | 3 77.61 | 2 160.61 |
| 2009年9月24日-26日 | ISUジュニアグランプリ ミンスクアイス（ミンスク）           | 4 30.16 | 2 47.67 | 3 74.49 | 2 152.32 |
| 2009年9月3日-5日   | ISUジュニアグランプリ レークプラシッド（レークプラシッド） | 6 29.57 | 4 45.52 | 8 61.55 | 7 136.64 |

| 2008-2009 シーズン  |                                                               |         |         |         |          |
| 開催日              | 大会名                                                        | CD      | OD      | FD      | 結果     |
| 2009年1月18日-25日  | 全米フィギュアスケート選手権 ジュニアクラス（クリーブランド） | 5 28.54 | 4 47.19 | 7 67.47 | 6 143.20 |
| 2008年10月15日-18日 | ISUジュニアグランプリ ジョン・カリー記念（シェフィールド）    | 5 29.36 | 4 48.15 | 2 73.59 | 5 151.10 |
| 2008年9月24日-28日  | ISUジュニアグランプリ マドリード杯（マドリード）              | 3 29.56 | 4 44.9  | 7 63.47 | 6 137.93 |

| 2007-2008 シーズン |                                                          |         |         |         |          |
| 開催日             | 大会名                                                   | CD      | OD      | FD      | 結果     |
| 2007年9月27日-30日 | ISUジュニアグランプリ クロアチア杯（ザグレブ）           | 5 27.48 | 5 45.73 | 5 69.54 | 5 142.75 |
| 2007年9月6日-9日   | ISUジュニアグランプリ ハルギタ杯（ミエルクレア＝チュク） | 6 27.09 | 6 39.57 | 4 67.05 | 5 133.71 |